# Карамян, Эразм Александрович
Эра́зм Алекса́ндрович Карамя́н (настоящая фамилия — Мелик-Карамян) (арм. Էրազմ Քարամյան; 15 марта 1912, Париж — 15 июня 1985, Ереван) — советский и армянский кинорежиссёр, театральный режиссёр, сценарист. Народный артист СССР (1971).

## Биография
С 1930 года работал режиссёром в театрах Западной Сибири, затем Москвы.
В 1936 году окончил актёрский и режиссёрский факультеты Музыкально-драматического института в Харькове (ныне Харьковский национальный университет искусств имени И. П. Котляревского). Член КПСС с 1945 года.

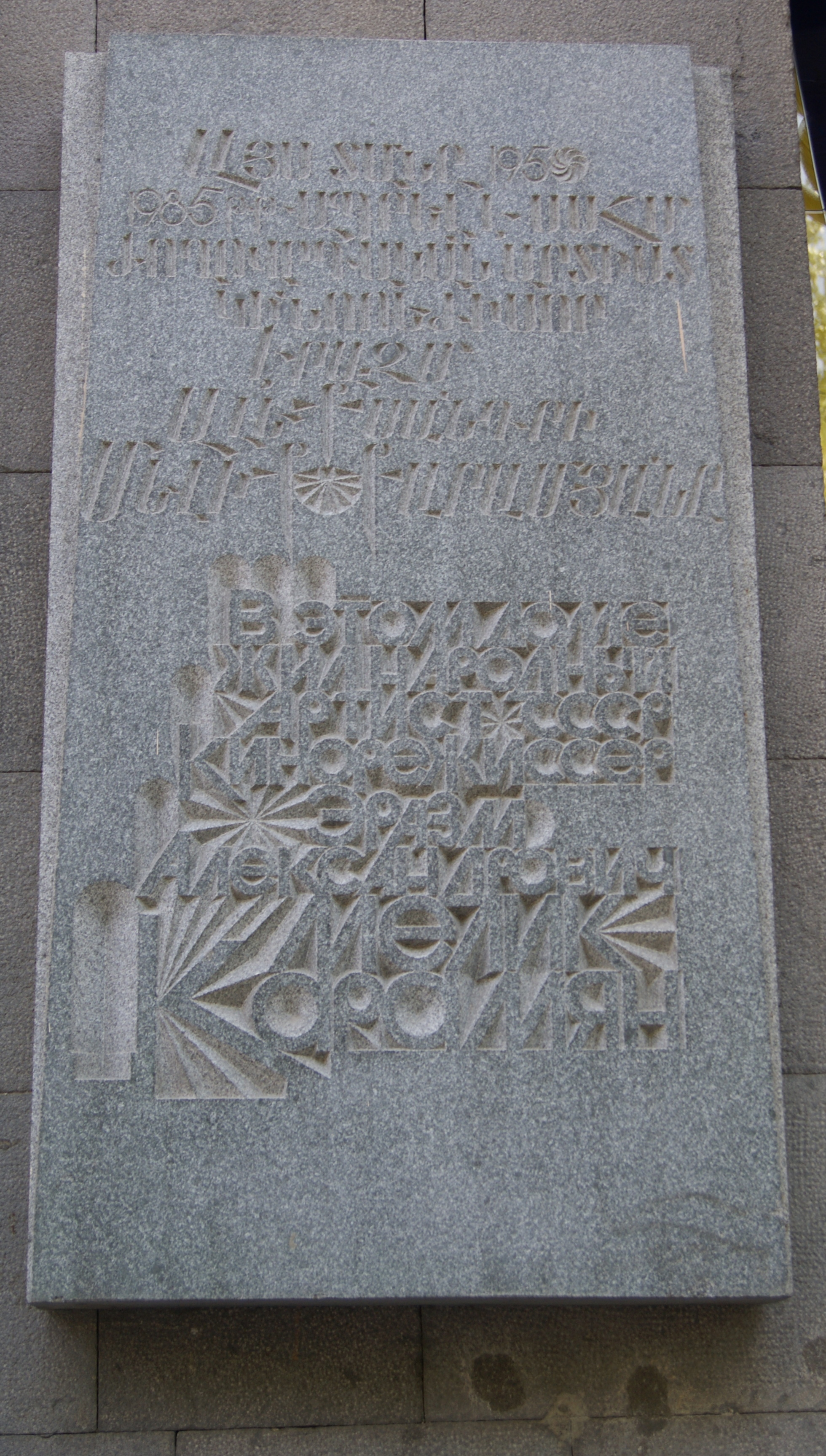

С 1937 года — ассистент режиссёра киностудии «Арменфильм».
Участник войны. В октябре-ноябре 1941 года воевал в составе 316-й стрелковой дивизии на Западном фронте. Участвовал в обороне Москвы. В ноябре 1941 года был тяжело ранен и отправлен в госпиталь. С декабря 1941 года в составе 9-й горнострелковой дивизии в должности командира пулемётного взвода воевал на Северо-Кавказском фронте. Участвовал в Керченско-Феодосийской десантной операции. В марте 1942 года был контужен. В мае 1942 — мае 1943 — командир пулемётного роты 1329-го горнострелкового полка. Воевал на Северо-Кавказском и Закавказском фронтах. Участвовал в обороне Кавказа, Краснодарской и Новороссийско-Таманской операциях. В мае 1943 года был вновь тяжело ранен и до июля 1943 года находился в госпитале. С июля 1943 — литературный сотрудник газеты «За Родину» 9-й пластунской стрелковой дивизии. В составе 4-го и 1-го Украинских фронтов участвовал в обороне Таманского полуострова, в Львовско-Сандомирской, Сандомирско-Силезской, Верхнесилезской, Моравско-Остравской и Пражской операциях.
После войны — режиссёр киностудии «Арменфильм» (в 1947—1954 годах — режиссёр документального кино, с 1954 — художественного кино). Принимал участие в создании сценариев ряда своих фильмов.
Член Союза кинематографистов Армянской ССР.
Умер 15 июня 1985 года в Ереване. Похоронен на Тохмахском кладбище.

## Награды и звания
- Заслуженный деятель искусств Армянской ССР (1955)
- Народный артист Армянской ССР (1966)
- Народный артист СССР (1971)
- Государственная премия Армянской ССР (1967)
- Орден Отечественной войны 2-й степени (1985)
- Два ордена Трудового Красного Знамени (1956, 1971)
- Орден Дружбы народов (1982)
- Орден Красной Звезды (1945)[5]
- Медаль «В ознаменование 100-летия со дня рождения Владимира Ильича Ленина»
- Медаль «За оборону Москвы»
- Медаль «За оборону Кавказа»
- Медаль «За освобождение Праги»
- Медаль «За победу над Германией в Великой Отечественной войне 1941—1945 гг.»
- Медаль «Двадцать лет Победы в Великой Отечественной войне 1941—1945 гг.»
- Медаль «Тридцать лет Победы в Великой Отечественной войне 1941—1945 гг.»
- Медаль «Сорок лет Победы в Великой Отечественной войне 1941—1945 гг.»
- Медаль «50 лет Вооружённых Сил СССР»
- Медаль «60 лет Вооружённых Сил СССР»

## Фильмография
- 1937 — «Каро» (режиссёр, совм. с А. Ай-Артяном, С. Торосяном, С. Тайцем)
- 1938 — «Юбилей Григора Аветяна» (документальный) (режиссёр, сценарист)
- 1940 — «Курорты Армении» (документальный) (режиссёр, сценарист)
- 1941 — «Семья патриотов» (короткометражный) (режиссёр, совм. с Т. Сарьяном, сценарист),
- 1948 — «Севанский каскад» (документальный) (режиссёр)
- 1952 — «Архитектура социалистического Еревана» (документальный) (совм. с Ю. Ерзинкяном)
- 1955 — «Призраки покидают вершины» (режиссёр, совм. с С. Кеворковым, сценарист, совм. с Г. Колтуновым)
- 1956 — «Тропою грома» (режиссёр, совм. с С. Кеворковым и Г. Баласаняном)
- 1957 — «Лично известен» (режиссёр, совм. с С. Кеворковым и Г. Баласаняном)
- 1959 — «Насреддин в Ходженте, или очарованный принц» (режиссёр, сценарист, совм. с А. Бек-Назаровым) («Таджикфильм»)
- 1961 — «Двенадцать спутников» (режиссёр)
- 1965 — «Чрезвычайное поручение» (режиссёр, совм. с С. Кеворковым)
- 1969 — «Взрыв после полуночи» (режиссёр, совм. с С. Кеворковым, сценарист, совм. с И. Прутом)
- 1973 — «За час до рассвета» (режиссёр, совм. с Н. Оганесяном)